# Ian Khama
Serêtsê Khama Ian Khama (født 27. februar 1953) er en pensioneret officer og politiker fra Botswana. Han sad som landets fjerde præsident i perioden 1. april 2008 – 1. april 2018. Efter at have fungeret som officer i Botswanas Forsvarsstyrker gik han ind i politik, og han var vicepræsident i perioden 1998-2008, hvorpå han efterfulgte Festus Mogae på præsidentposten. Ved valgene i 2009 og 2014 genvandt han posten.

## Baggrund og opvækst
Ian Khama er næstældste barn af Seretse Khama (1921-1980), Botswanas mest markante forkæmper for uafhængighed og landets præsident 1966-1980, samt Ruth Khama. Han blev født i Chertsey, Surrey, mens faderen var i eksil i England som følge af modstand fra koloniregeringen samt det spirende apartheidstyre i nabolandet Sydafrika mod, at han giftede sig med en hvid kvinde.
Han er sønnesøn af Sekgoma 2. (1869-1925), en markant høvding i bamangwatostammen (også kaldet ngwatostammen), samt oldebarn af Khama 3. (1837-1923), konge i området, samt tipoldebarn af  Kgosikgolo Sekgoma 1. (1815-1885), ligeledes høvding over bamangwatostammen. Navnet "Seretse" betyder "det ler, der binder sammen" og blev givet til hans far for at fejre den nylige genforening mellem Ian Khamas farfar og hans oldefar; denne genforening betød, at Seretse Khama kunne bestige tronen ved hans fars død i 1925. Seretse Khama Ian Khama er navngivet efter sin far for at føre denne historiske arv videre. Han, der som regel omtales som Ian Khama for at undgå forveksling med faderen, er arving til høvdingesædet i banmangwatostammen, der er dominerende i landet. Ian Khamas bror, Tshekedi Khama 2., er opkaldt efter grandonklen Tshekedi Khama, der var regerende konge for Seretse Khama, der ved dennes fars død blot var et barn, samt støtte for Seretse Khama under frihedskampen.
Ian Khama er uddannet på Waterford Kamhlaba, et United World College i Swaziland. Han er uddannet pilot og gik på Royal Military Academy Sandhurst, hvor officerer i British Army uddannes.

## Militærkarriere
I 1977 blev Khama udnævnt til brigadegeneral i det netop oprettede botswanske militær, Botswanas Forsvarsstyrker, som blot 24-årig, mens hans far var præsident, derpå adjudant for vicepræsident og generalløjtnant Mompati Merafhe, hvorpå han blev kommandør, inden han i 1998 blev vicepræsident.

## Politisk karriere
16. december 1997 bekendtgjorde Khama, at han ville trække sig tilbage fra sin post som kommandør i Botswanas Forsvarsstyrker pr. 31. marts 1998. Da vicepræsident Festus Mogae 1. april 1998 blev udpeget som ny præsident efter Quett Masire, blev Khama samtidig udpeget som ny vicepræsident. Imidlertid havde Khama ikke sæde i nationalforsamlingen, og han kunne derfor ikke indtræde på posten med det samme. I begyndelsen af juli samme år vandt Khama en stor sejr ved et suppleringsvalg i Serowe Nord, idet han som repræsentant for Botswanas Demokratiske Parti (BDP) opnåede 2.986 stemmer mod 86 til kandidaten fra Botswanas Nationale Front. Som nyvalgt medlem af nationalforsamlingen kunne han herefter indsværges som vicepræsident 13. juli. Med denne manøvre gav han reelt afkald på sin nedarvede ret til at blive høvding, idet en konstituionel monark i det moderne Botswana ikke lovligt kan gå ind i partipolitik.
Efter sejren ved parlamentsvalget i oktober 1999 til BDP fortsatte Khama som vicepræsident og blev samtidig minister for præsidentielle affærer og offentlig administration. Et år senere gik han på orlov med præsident Mogaes godkendelse, hvilket blev skarpt kritiseret af Botswanas Kongresparti og Botswanas NGO-råd. Hans orlov trådte i kraft 1. januar 2000, og han vendte tilbage igen 1. september samme år, idet hans ministerpost i mellemtiden var overgået til anden.
Khama, der var medlem af BDP's centralkomité, blev valgt til formand for partiet 22. juli 2003 på partikongressen; her vandt han over den siddende formand, Ponatshego Kedikilwe, med 512 stemmer mod 219. Khama havde opbakning fra præsident Mogae, og resultatet blev anset for at være afgørende for Khamas muligheder for at efterfølge Mogae som præsident.
Mogae trådte tilbage som præsident 1. marts 2008, hvorpå Khama overtog embedet. Ved indsættelsesceremonien i Gaborone sagde Khama, at ville stå for kontinuitet i politikken og at der ikke ville komme radikale ændringer; han sagde dog også, at "ændringer i stil og særligt fokus på flere spørgsmål" ville være oplagt, og han understregede sin forpligtelse over for demokratiet. Han organiserede straks en større omrokering af regeringen og udpegede Mompati Merafhe, den hidtidige udenrigsminister, som ny vicepræsident. Samtidig med, at han blev præsident, trådte han tilbage som formand for BDP; Daniel Kwelagobe afløste ham på denne post.
1. april 2018 trak Khama sig tilbage fra præsidentposten og overlod den til Mokgweetsi Masisi. Han havde da siddet på posten i to perioder (ti år), hvilket er det maksimale, der er tilladt ifølge forfatningen.
I april 2022 blev Ian Khama stillet for retten, blandt andet tiltalt for ulovlig besiddelse af et skydevåben. Sagen går tilbage til 2016.

## Andre gøremål
Khama er medlem af bestyrelsen i den amerikansk-baserede organisation Conservation International, som også er aktiv i Botswana. I 2007 medvirkede Khama i BBC-motorprogrammet Top Gear, hvor han mødte værterne, da de forberedte sig på at køre i bil gennem Makgadikgadi Pan i det nordlige Botswana. I 2009 medvirkede han i CNN's African Voices.
Khama har gennem mange år været en markant forkæmper for naturen og bevaringen af den. Det er hovedsageligt hans fortjeneste, at Botswanas Forsvarsstyrker gennem flere år har været aktiv i beskyttelsen af naturen, herunder i bekæmpelsen af krybskytteri.